# グローリー・アロジー
グローリー・アロジー（Glory Alozie　1977年12月30日、ナイジェリアアビア州 生まれ）は、ナイジェリア生まれの陸上競技選手であるが、2001年7月6日にスペイン国籍を獲得した。主に100メートルハードルを専門とする。1986年に初めてジュニアの大会で優勝して以来、これまで優秀な成績を残している。ナイジェリア国民の資格で競技していた間、2回アフリカチャンピオンになっており、また100メートルハードルのアフリカ記録も保持している。2000年シドニーオリンピックでは、100メートルハードルの銀メダルを獲得した。

## 自己ベスト
- 1999年5月6日　　メキシコ　ラ・ラグーナ　　100メートル　10秒90
- 2001年7月14日　メキシコ　ラ・ラグーナ　　200メートル　23秒09
- 1998年8月8日　　モナコ　　　　　　　　100メートルハードル　12秒44

## 主な成績
- 1996年世界ジュニア陸上選手権　　　オーストラリア・シドニー　　100メートルハードル2位
- 1996年アフリカ陸上選手権　　　　　　　カメルーン・ヤウンデ　　　　　100メートルハードル2位
- 1998年アフリカ選手権　　　　　　　　　　セネガル・ダカール　　　　　 100メートルハードル3位
- 1999年世界室内陸上選手権　　　　　　　前橋市　　　　　　　　　　 60メートルハードル2位
- 1999年世界陸上選手権　　　　　　　　　スペイン・セビリア　　　　　100メートルハードル2位
- 2000年シドニーオリンピック　　　　　　　オーストラリア・シドニー　　100メートルハードル銀メダル
- 2002年ヨーロッパ陸上選手権　　　　　　ドイツ・ミュンヘン　　　　　100メートル4位
- 2003年世界室内陸上選手権　　　　　　アメリカ合衆国・バーミングハム　　　 60メートルハードル2位
- 2003年世界陸上選手権　　　　　　　　　フランス・パリ　　　　　　　100メートルハードル4位
- 2005年ヨーロッパ室内陸上選手権　　　スペイン・マドリード　　　　 60メートルハードル4位
- 2006年世界室内陸上選手権 　　　　　　ロシア・モスクワ　　　　　　 60メートルハードル2位